# Eleutherodactylus inoptatus
Espèce
Synonymes
- Leptodactylus inoptatus Barbour, 1914
- Eleutherodactylus beebei Cochran, 1956

Statut de conservation UICN

 LC  : Préoccupation mineure
Eleutherodactylus inoptatus est une espèce d'amphibiens de la famille des Eleutherodactylidae.

## Répartition
Cette espèce est endémique d'Hispaniola. Elle se rencontre du niveau de la mer jusqu'à 1 700 m d'altitude en République dominicaine et à Haïti y compris sur l'Ile de la Tortue.

## Description
Les femelles mesurent jusqu'à 88 mm.

## Publication originale
- Barbour, 1914 : A contribution to the zoogeography of the West Indies, with special reference to amphibians and reptiles. Memoirs of the Museum of Comparative Zoölogy at Harvard College, vol. 44, no 2, p. 204-259 (texte intégral).